# Екатерининская улица (Ялта)
Екатерининская улица — короткая, менее 300 м, улица в историческом центре Ялты. Проходит от Набережной имени Ленина до улицы Чехова.

## История
Проложена в 1880-х годах. Первоначальное название — Новая
В 1896 году на улице было возведено здание городского театра. В апреле 1900 года в нём прошли гастроли Московского Художественного театра, зрителям были представлены восемь пьес, в том числе чеховские «Чайка» и «Дядя Ваня». На представлениях присутствовали Чехов, Горький, Мамин-Сибиряк, Куприн, Бунин, Станюкович, Гарин-Михайловский и другие деятели культуры. Осенью 1900 года театр сгорел. В 1904 года вместо него было выстроено новое каменное здание.
В 1922 году улице присвоено имя Евграфа Александровича Литкенса (1888—1922), заместителя Народного комиссара просвещения РСФСР, злодейски убитого бандитами в окрестностях Ялты.
В 1971 году на улице был открыт памятник А. Спендиарову (ныне утрачен).

## Достопримечательности
д. 1 — Гостиница «Санкт-Петербург»
д. 2 — Дом известного ялтинского фотографа Ф. Н. Орлова
д. 4 — Здание международного коммерческого банка
д. 5 — Дом А. Ф. Фролова-Багреева
д. 6 — Бывший жилой дом Лещинской
д. 7 — Особняк Али Мурзы Булгакова (конец XIX века, 1901, архитектор Н. П. Краснов)
д. 8 — Музей Леси Украинки
д. 8а литер «А» — Дом Леси Украинки  Объект культурного наследия народов РФ регионального значения. Рег. № 911710989630005 (ЕГРОКН)
Памятник Лесе Украинке (скульптор Г. Н. Кальченко, архитектор А. Ф. Игнащенко)  Объект культурного наследия народов РФ регионального значения. Рег. № 911710906400005 (ЕГРОКН)
д. 9 — Жилой дом конца XIX — начала XX века
д. 10 — Жилой дом
д. 11 — памятник архитектуры Особняк Н. Ф. Голубева
д. 12 — Жилой дом конца XIX — начала XX века (архитектор П. К. Теребеньев)
д. 13 — Ялтинский театр имени А. П. Чехова (архитектор Л. Н. Шаповалов)  Объект культурного наследия народов РФ регионального значения. Рег. № 911710989640005 (ЕГРОКН)
д. 13а — городская бывшая
д. 14 — Бывший жилой дом Медведовской
д. 16 — Здание бывшего общества взаимного кредита
- Памятник Н. П. Краснову  Объект культурного наследия народов РФ регионального значения. Рег. № 911711021780005 (ЕГРОКН)

## Известные жители
д. 3 — композитор А. А. Спендиаров
д. 5 — артист и музыкальный педагог Д. А. Усатов, впоследствии учитель пения Ф. И. Шаляпина.
д. 8 — Леся Украинка.